# Kolonie
Kolonie je závislé území nebo město bez vlastní vlády, které patří nějakému státu, ale není součástí jeho území. Od kolonií je třeba odlišovat satelitní státy a dominia s vlastní vládou a oficiálně nezávislá, i když mohou být de facto ovládána jiným státem (státy RVHP). V historii se slovem kolonie označovaly odlišné formy vzdáleného osidlování čili kolonizace.

## Historie

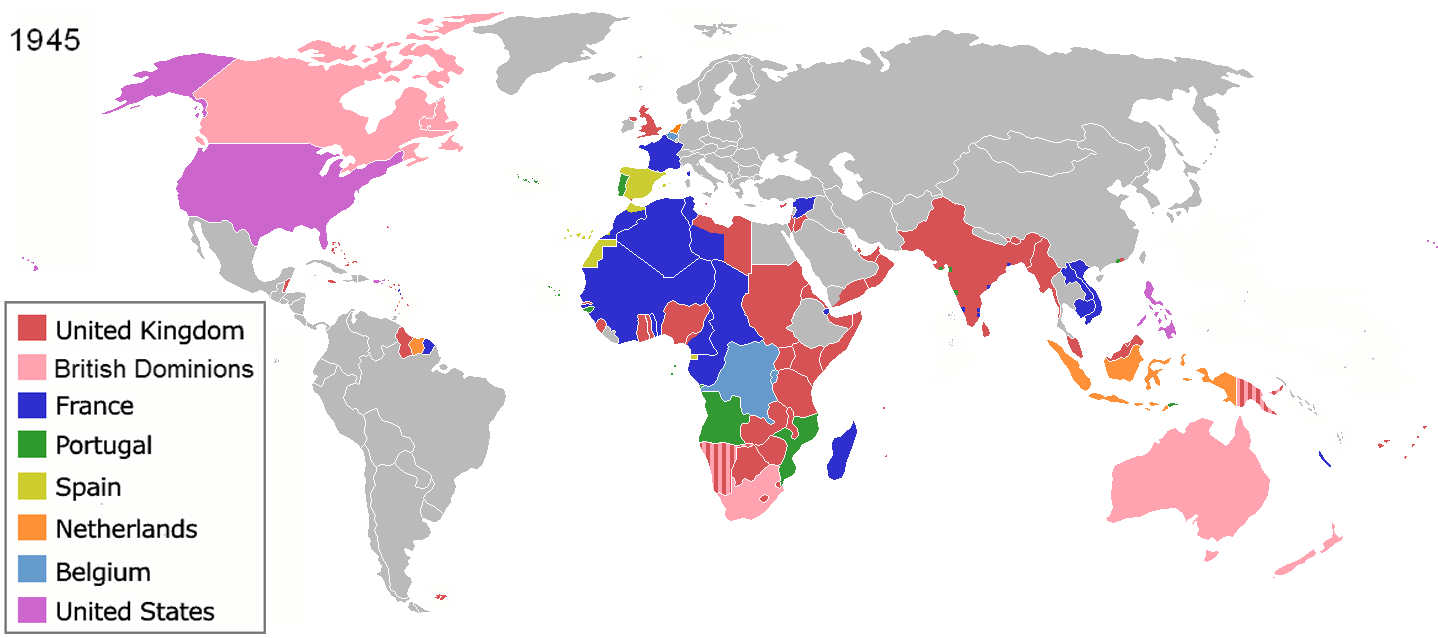
Světové říše a jejich kolonie v roce 1945

Jako starověké kolonie se často označují zámořské osady, původně patrně obchodní stanice (faktorie), zakládané už Féničany ve Středomoří (Kypr, Kartágo, Marseille). Z některých se pak vyvinula více méně samostatná města, k mateřskému městu (metropoli) vázaná pouze tradicemi, kulturou a náboženskými vazbami. Městské kolonie (apoikia) pak zakládala během řecké kolonizace přístavní města (Korint, Théra aj.) zčásti také proto, aby řešila problém přelidnění. Tak Athény rozdělovaly losem dobytá území vojákům, aby se tam trvale usadili a hospodařili (klerúchia). Tento druh kolonizace (z lat. colonus, usedlý zemědělec, osadník) pak praktikovali také Římané nejprve v Itálii a pak i v západní Evropě. Od názvu „colonia“ se odvozuje například název Kolín nad Rýnem.
Jiný význam měla středověká kolonizace, kdy panovníci méně zalidněných zemí střední a východní Evropy nabízeli osadníkům z přelidněné západní Evropy (Porýní aj.) půdu pro zemědělství a zejména pro zakládání měst, která pro ně znamenala velké příjmy. Přemyslovská kolonizace českých zemí ve 12.-14. století spolu s těžbou stříbra založila moc českých králů a název Kolín je odvozen z latinského colonia.

### Kolonialismus

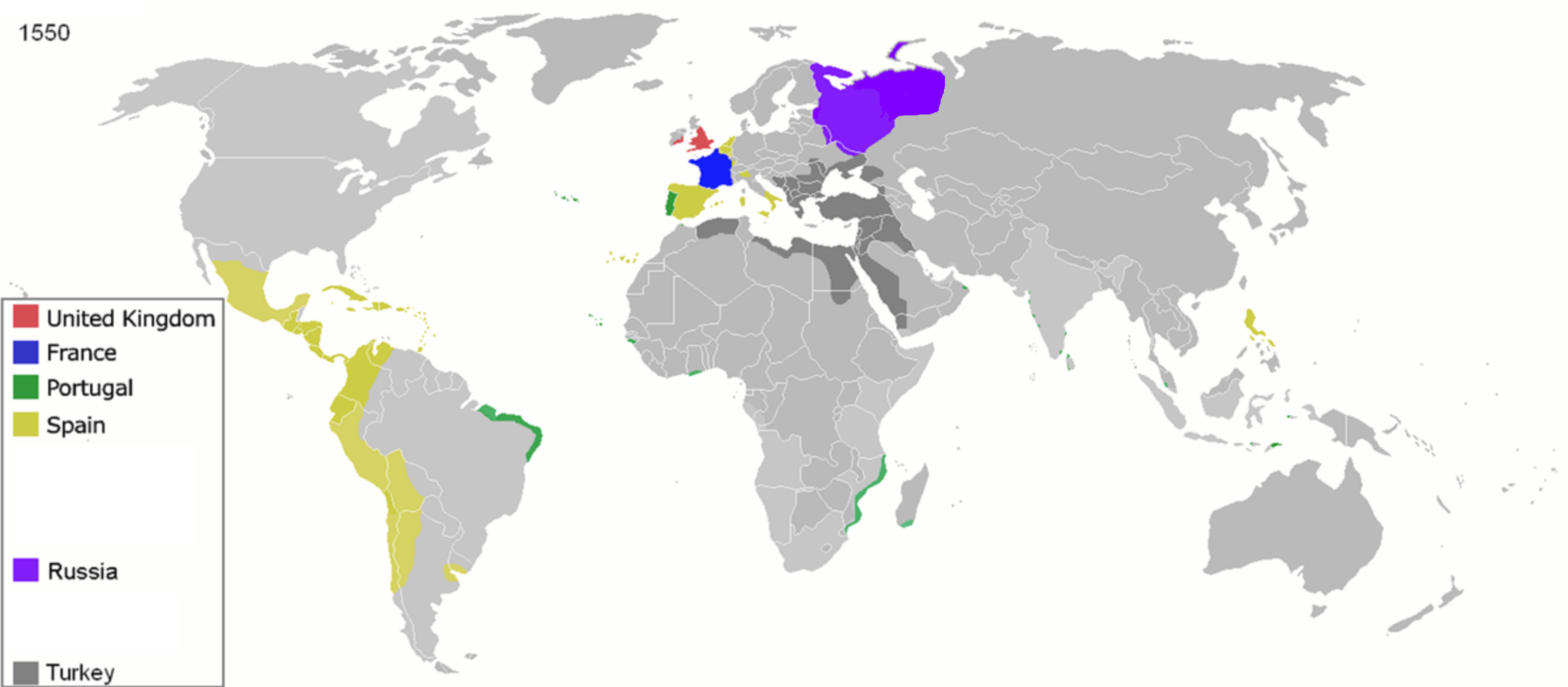
Světové říše a jejich kolonie v roce 1550

Kolonie v moderním významu zámořských „držav“ jako vzdálených území, která „mateřská“ země obsadí, trvale ovládá svými úředníky a hospodářsky vytěžuje, vznikly až v 15. století. Roku 1415 dobyli Portugalci Ceutu, 1420 Madeiru a 1427 Azory, kolem roku 1450 dosáhli pobřeží dnešní Sierra Leone a Guinejský záliv a na Madeiře se začala pěstovat cukrová třtina. Roku 1488 obeplul Vasco da Gama Mys Dobré naděje a na další cestě doplul roku 1498 do Indie. Roku 1500 objevil Pedro Álvares Cabral Brazílii, 1505 dorazili Portugalci na Ceylon, 1513 do jižní Číny, 1553 založili Macao a 1570 japonské Nagasaki.
Mezitím objevil Kryštof Kolumbus roku 1492 pro Španělsko Střední Ameriku a 1494 si Španělé s Portugalci v Tordesillas rozdělili sféry vlivu poledníkem, probíhajícím 1560 km západně od Kapverdských ostrovů. Už v 15. století se na zámořském obchodu podíleli i nizozemští plavci a po získání samostatnosti 1581 se vydali po portugalských stopách do Indie. Roku 1597 se vrátila první výprava z Moluk s nákladem pepře a 1602 byla založena nizozemská Východoindická společnost, 1619 dobyli Nizozemci Jakartu a postupně vytlačovali Portugalce z jejich pozic. 1638 obsadili ostrov Mauricius, 1639 převzali obchod s Japonskem a nakrátko ovládli i přístavy v Brazílii, v Karibiku a v Angole. Kolem roku 1650 byl obchod s třtinou i s otroky v nizozemských rukou a 1652 se Nizozemci usadili v jižní Africe. Už 1614 vznikla první nizozemská osada v Severní Americe a 1643 v jižním Chile.

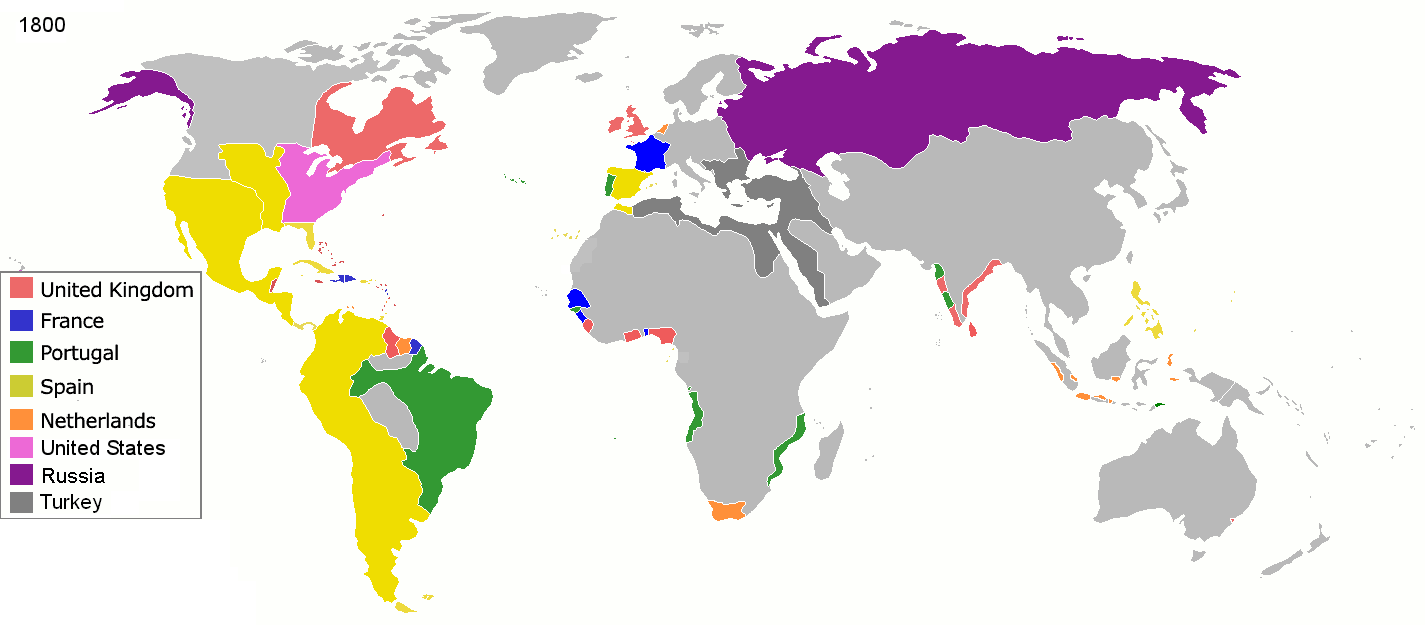
Světové říše a jejich kolonie v roce 1800

Francouzští mořeplavci se dostali k pobřeží Newfoundlandu už počátkem 16. století, 1553 se snažili zachytit v Brazílii, 1562 na Floridě, ale teprve 1605 se trvale usadili v Kanadě a 1609 založili město Quebec. Ovládali obrovské, ale málo zalidněné území a protože Francouzi se do zámoří příliš nehrnuli, obchodovali hlavně s kožešinami a udržovali dobré styky s Indiány. Roku 1624 založili osady v Senegalu, Francouzskou Guyanu a další ostrovní kolonie v Karibiku (San Domingo, dnešní Haiti, 1664) a 1699 město Louisiana v Severní Americe. Menší osady měli také v Indii, 1664 obsadili ostrov Réunion a 1713 Mauricius. Za válek 18. století v Evropě však o řadu svých osad přišli a ztratili také vliv v Severní Americe, kde bylo mnohem víc anglických kolonistů.
Také Anglie, která se později stala hlavní koloniální mocností, vstoupila do kolonizace až později. Už roku 1497 sice John Cabot v anglických službách doplul k pobřeží Newfoundlandu, angličtí mořeplavci se však dlouho spokojili jen s pirátskými útoky na španělské lodi. Až roku 1607 založili kolonii v Jamestownu (Virginie), 1625 se úspěšně usadili v Karibiku, kde založili třtinové plantáže. Až do zákazu obchodu s otroky v roce 1807 dovezli Angličané do Karibiku asi třetinu všech afrických otroků v Americe. Roku 1634 založili pronásledovaní katolíci kolonii Maryland a 1655 dobyli Angličané Jamajku. Roku 1655 rozhodl parlament o anglickém monopolu na dopravu zboží z anglických kolonií a 1664 dobyli Angličané dnešní New York.

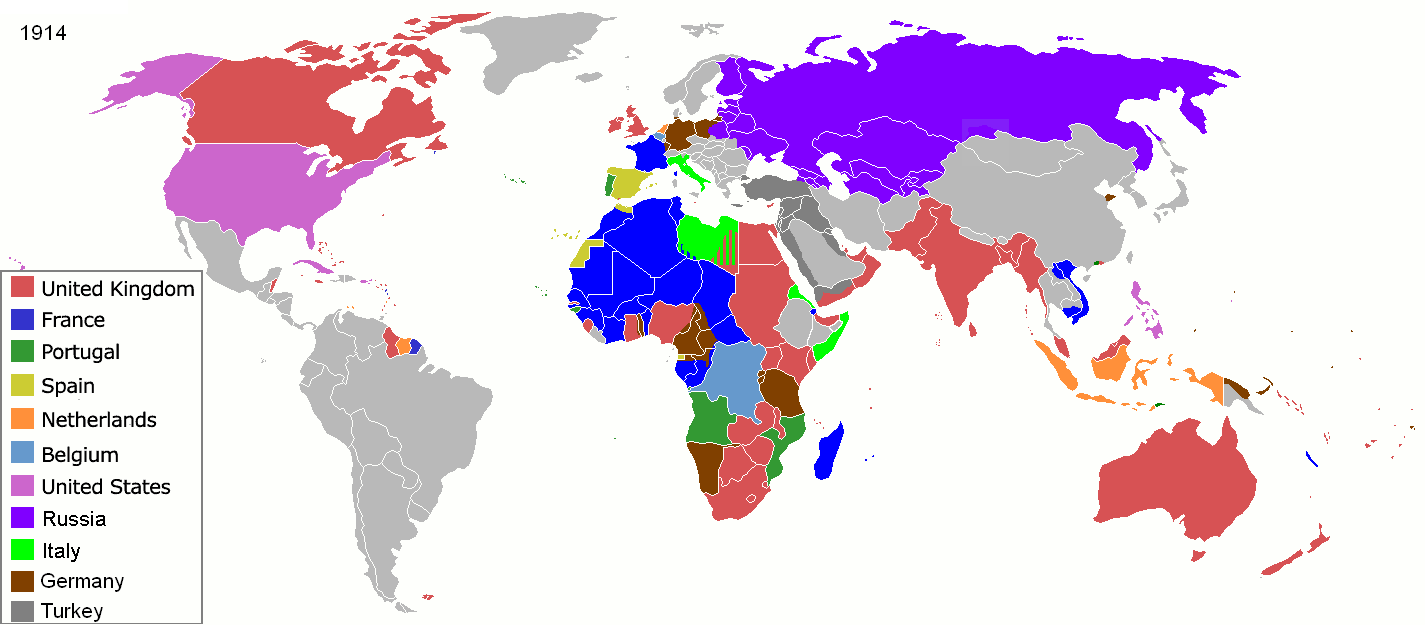
Světové říše a jejich kolonie v roce 1914

Už roku 1600 byla založena Východoindická společnost, která se snažila ovládnout obchod s kořením, což se jí později ve spolupráci s Nizozemci podařilo. Po bitvě u Plassey roku 1757 Britové ovládli Bengálsko a během následujících sto let celou Indii, nejcennější ze svých kolonií. Po Americké revoluci 1775 se Britové soustředili na Kanadu a zároveň hledali, kam vyvážet své trestance. Dnešní Austrálii objevili Nizozemci roku 1606, ale teprve 1770 ji James Cook prohlásil spolu s Novým Zélandem za britskou kolonii. Roku 1795 Britové obsadili nizozemské kolonie v Jižní Africe, jejich panství se dále rozšířilo po porážce Napoleonově 1814 a vynálezy parníku a telegrafu je posílily. Kromě vlastních kolonií, které na vrcholu britské moci v roce 1922 tvořily asi čtvrtinu všech pevnin s téměř čtvrtinou lidstva, mohli Britové ovládat i hospodářství Číny, Argentiny a dalších zemí. Proti Ruské expanzi ve Střední Asii se Britové 1839 pokusili obsadit Afghánistán a po Ruském postupu na Balkán vyvolali Krymskou válku, kterou 1856 vyhráli.
Belgický král Leopold II. začal zkoumat možnosti koloniální expanze v Africe od roku 1865 a roku 1884 vznikl Konžský stát jako jeho soukromé vlastnictví, které roku 1907 převedl na belgický stát. Země získala nezávislost v roce 1960. Jako poslední z evropských mocností se do koloniální expanze zapojilo Německo. Kromě řady drobných osad v různých částech světa, které Němci osídlili už v 18. století, zmocnili se v letech 1883–1890 tří velkých území v Africe a řady ostrovů v Tichém oceánu (Německá Nová Guinea a Samoa). Tyto kolonie se roku 1922 staly protektoráty Británie a Francie.

### Dekolonizace

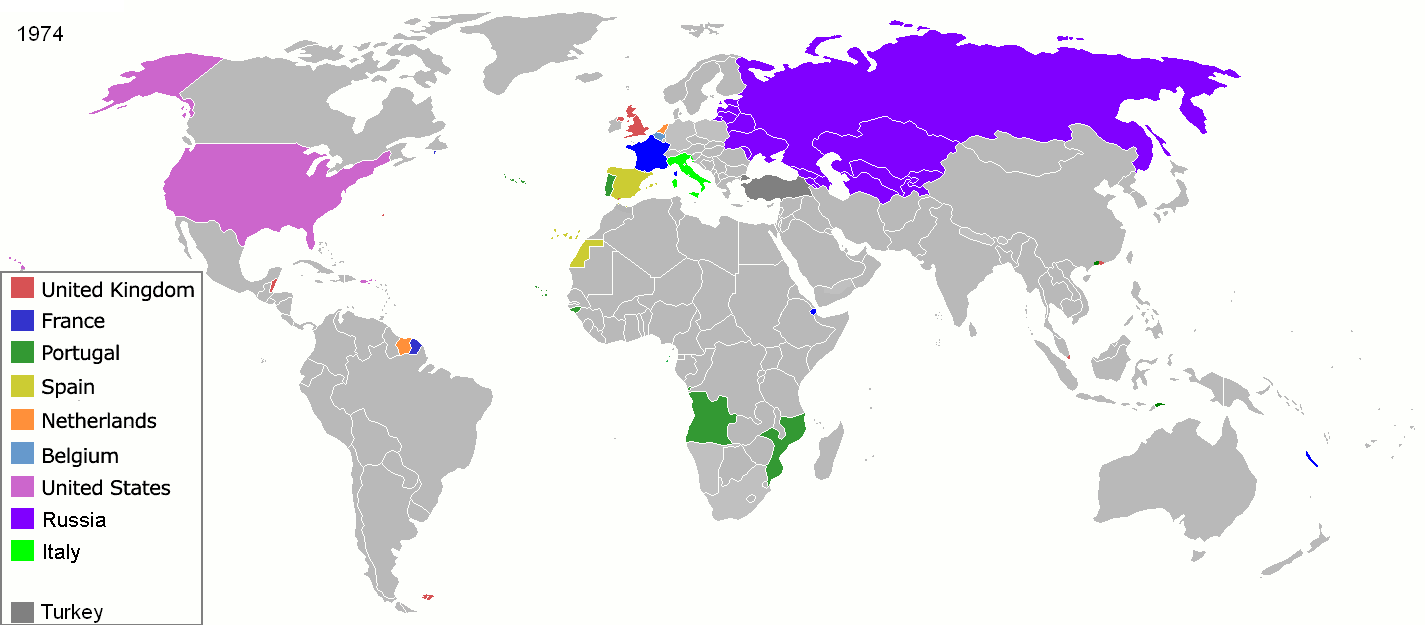
Světové říše a jejich kolonie v roce 1974

Britské kolonie, osídlené bělošskými kolonisty, získaly v 19. století statut dominia (Kanada 1867, Austrálie 1901), kdežto Irsko se samostatnosti domohlo 1921, Egypt 1922 a ostatní „barevné“ kolonie až po druhé světové válce, v níž se koloniální armády významně podílely na vítězství spojenců (Indie a Pákistán 1947, Izrael 1948, Malajsie 1957, Kypr 1960 atd.) Podobně tomu bylo i s francouzskými koloniemi, které získaly samostatnost v 60. a 70. letech 20. století. Zbytky někdejší koloniální říše tvoří dnešní britská „Zámořská území“ (Normanské ostrovy v lamanšském průlivu, řada ostrovů v Karibiku, v Atlantském oceánu, ostrov Pitcairn v Pacifiku a teritorium v Antarktidě). Francouzská „Zámořská území a dominia“ (DOM/TOM) tvoří Francouzská Guyana a ostrovy v Atlantském (Guadeloupe a Martinik) a v Indickém oceánu (Réunion). Podobné zbytky koloniálních říší, často jako přístavní a vojenské opěrné body má také Nizozemsko, Španělsko, USA a několik dalších zemí.

## Satelitní státy a protektoráty
Mezi samostatnými státy a koloniemi v pravém slova smyslu, které žádnou samostatnost ani nepředstírají, je celá řada přechodných forem mezinárodně politického uspořádání. Nejmenší míru samostatnosti mají protektoráty, vzniklé většinou za válečných konfliktů a obvykle spíše přechodné. Příkladem může být Protektorát Čechy a Morava v letech 1939–1945. Větší samostatnost s vlastní - i když třeba jen loutkovou - vládou a parlamentem mají satelitní státy, jako byl Slovenský stát za války nebo satelitní státy Sovětského svazu po válce. Velká míra autonomie charakterizuje dominia, téměř úplně samostatné státy s vlastní vládou i zahraniční reprezentací, vzniklé v průběhu dekolonizace. Na druhé straně i zcela samostatné státy jsou v dnešním globalizovaném světě často na jiných, mocnějších a silnějších státech různě závislé, přinejmenším hospodářsky.